# Produce Terminal Cold Storage Company Building
El Produce Terminal Cold Storage Company Building es un almacén refrigerado histórico en 1550 South Blue Island Avenue en el vecindario de Near West Side de la ciudad de Chicago, en el estado de Illinois (Estados Unidos). Construido originalmente en 1928 como un almacén de almacenamiento en frío de 11 pisos, se agregó un piso de ático en 2006 como parte de la conversión a condominios.

## Descripción
Como Chicago era un importante centro de envío y transporte, el almacenamiento refrigerado desempeñaba un papel clave en la preservación de los productos perecederos para que pudieran venderse durante todo el año. Los arquitectos H. Peter Henschien, un renombrado diseñador de instalaciones refrigeradas, y Robert J. McLaren diseñaron el edificio art déco. Por el norte y el sur está deimitado por terraplenes de ferrocarril, y solo por le oriente tiene acceso a la calle.
Los pisos superiores de la característica de la construcción de once plantas tienen una extensa ornamentación de terracota y azulejos, incluyendo galones, piezas de inspiración egipcia columnillas, y un dentellón/ cornisa con cimacio. Además de su amplio espacio refrigerado, también incluía espacio de procesamiento y oficinas, lo que mejora la eficiencia y reduce los costos para los inquilinos.
El edificio fue agregado al Registro Nacional de Lugares Históricos el 22 de junio de 2003.